# Winnie van Weerdenburg
Wilhelmina "Winnie" van Weerdenburg, född 1 oktober 1946 i Haag, död 27 oktober 1998 i Haag, var en nederländsk simmare.
Hon blev olympisk bronsmedaljör på 4 x 100 meter frisim vid sommarspelen 1964 i Tokyo.